# ビサーラ塔

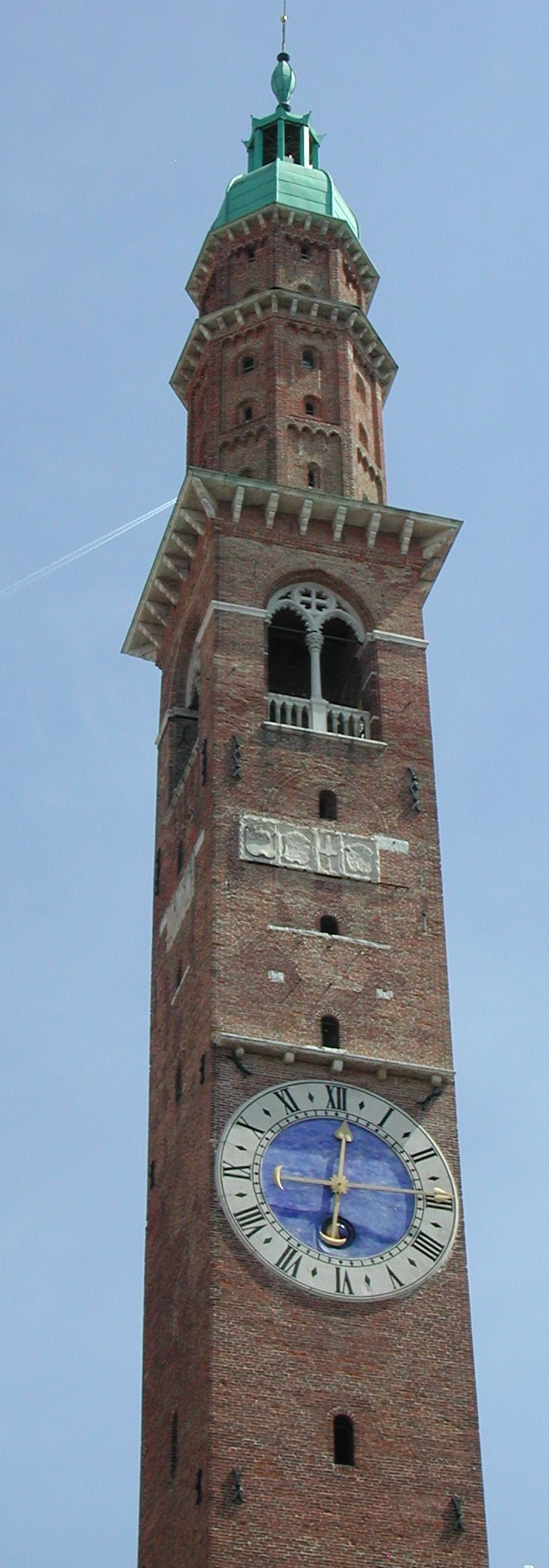
ビサーラ塔

ビサーラ塔（イタリア語: Torre Bissara）は、イタリアのヴィチェンツァ旧市街中心のシニョーリ広場にある塔。
1174年にビサーリ家が建設を始め、その後所有者が市に代わった後14世紀（15世紀という説もある）に完成したこの塔は、世界で初めて市民向けの機械式時計を設けた時計塔であり、高さは82mである。バシリカ・パッラディアーナに隣接しているが、同建物よりこの塔のほうが建築時期は前である。

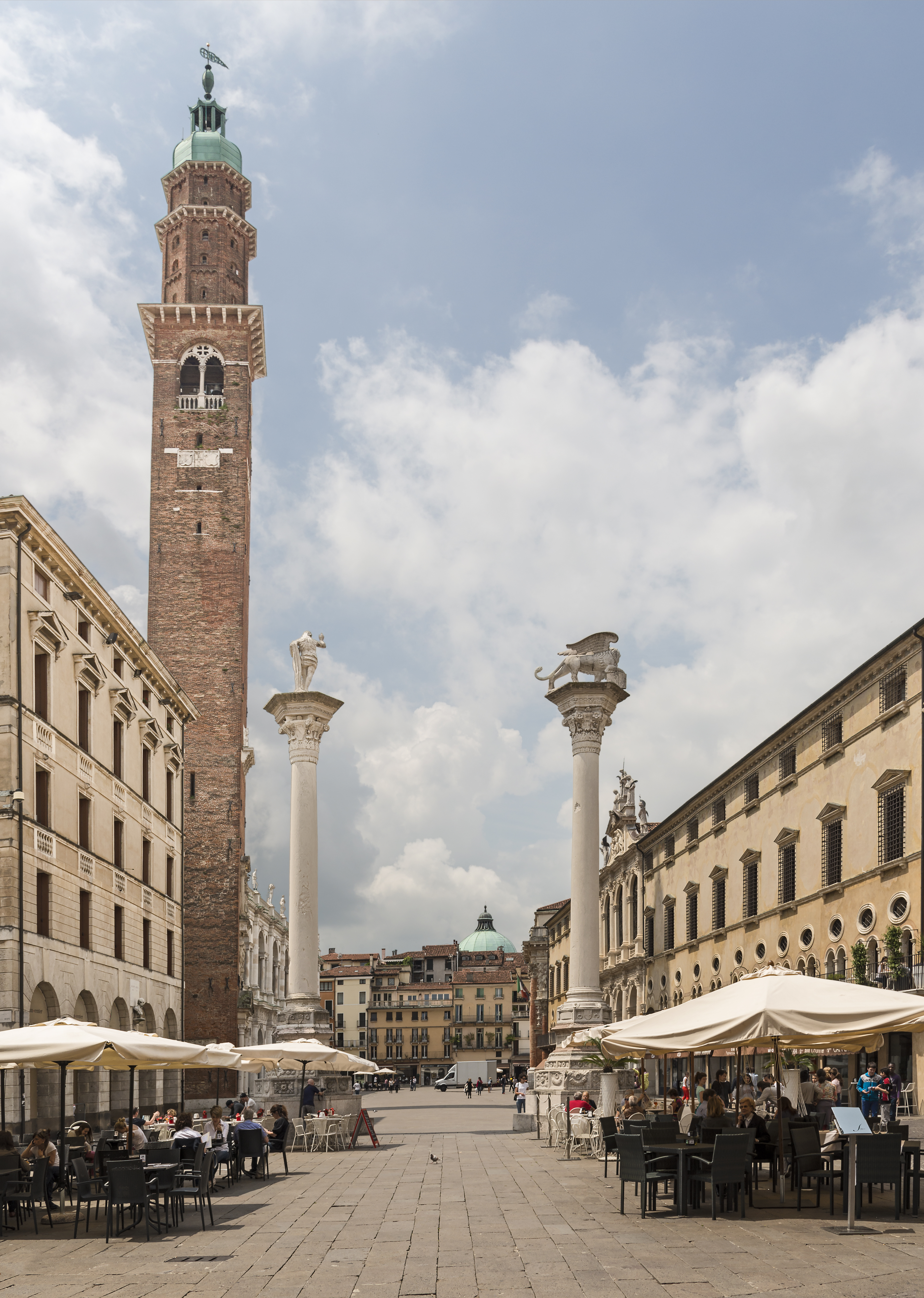
ビサーラ塔